# Open Babel
Open Babel es una aplicación basada en software de código abierto, con funciones de caja de herramientas y diseño, utilizada para almacenar y analizar estructuras químicas moleculares.
Se trata de un proyecto abierto, donde los usuarios pueden trabajar en forma colaborativa, con la ventaja de obtener el modelizado y visualización de estructuras complejas, y poder emplear los datos en varios lenguajes y formatos para su reutilización.

## Características
El proyecto de software fue iniciado por Matt Stahl, Pat Walters y  Daniel P. Dolata en la Universidad de Arizona. El programa funciona en diferentes sistemas operativos como son Windows, Linux y MacOSX.
La idea central del programa, consiste en brindar soluciones para los diversos formatos en que se almacenan los datos moleculares en archivos que pueden ser interconvertidos con esta aplicación. Open Babel facilita el realizar conversiones de 113 formatos diferentes.
Mediante la utilización de un sencillo código, se puede efectuar la conversión de archivos de diverso formato, en otros susceptibles de ser leídos.

## Aplicaciones
Si bien el software ofrece múltiples utilidades en lo relativo a la visualización y reutilización de archivos que pueden ser recuperados en varios formatos, puede además emplearse como una base de datos disponible para disciplinas como química computacional, química orgánica, y farmacología (síntesis de fármacos).

### Algunos programas que utilizan Open Babel
- Cheméo
- Chemical Structure Project
- GChemPaint
- Kalzium
- Molekel
- OpenMD
- Semantic Web Open Label